# Macrodasys ommatus
Macrodasys ommatus is een buikharige uit de familie van de Macrodasyidae. De wetenschappelijke naam van de soort werd voor het eerst geldig gepubliceerd in 2013 door Todaro en Leasi.